# Rasesa
Rasesa est une ville du Botswana.